# La congiura di San Marco
La congiura di San Marco è un film del 1924, diretto da Domenico Gaido, sequel de Il ponte dei sospiri, basato sui personaggi creati da Michel Zevaco.

## Trama
Rolando Candiano, nuovo doge di Venezia, desidera soddisfare le necessità dei veneziani e difendere l’indipendenza della Repubblica. I seguaci dell’ex doge Foscari complottano per destituirlo. Ad aiutare Candiano ci sono Scalabrino, un nobile a capo di una banda di acrobati, e la popolana Zanze. Dopo varie vicende Candiano conquisterà le simpatie dei veneziani e Scalabrino e Zanze si sposeranno.
Il film è diviso in quattro episodi:
- Il ruggito del leone, 2053 m
- Venezia rossa, 2080 m
- Tra le spire dei serpenti, 1984 m
- Il trionfo di Venezia, 1386 m